# Arthur Atkinson (Fußballspieler)
George Arthur Atkinson (* 30. September 1909 in Goole; † 14. Juli 1983 ebenda) war ein englischer Fußballspieler.

## Karriere
Atkinson repräsentierte während seiner Schulzeit das County Yorkshire und spielte in der Folge für Goole L.M.S., eine Werksmannschaft der London, Midland and Scottish Railway, in der Goole and District Football League. Im Sommer 1930 wechselte er zu Goole Town in die Yorkshire League, bereits im Dezember 1930 kam er als Testspieler zum Zweitligisten Lincoln City, einen Monat später erhielt er dort einen Profivertrag. Damit war er neben Stanley Denby und Charlie McDermott einer von drei Spielern aus der lokalen Goole & District League, die Anfang der 1930er Jahre den Sprung ins Profilager schafften.
Bei seinem Wechsel als Halbstürmer vorgestellt, spielte er zunächst für längere Zeit im Reserveteam, erst an Heiligabend 1932 kam er auf Rechtsaußen gegen Bradford Park Avenue (Endstand 2:2) zu seinem ersten Pflichtspieleinsatz für die erste Mannschaft von Lincoln und erzielte dabei einen Treffer. Auch zwei Tage später, am Boxing Day, war er bei einem 5:3-Erfolg über Chesterfield als Torschütze erfolgreich. Bis März 1933 kam er zu insgesamt neun Ligaauftritten und erzielte dabei vier Tore, zumeist setzte Trainer Harry Parkes auf Alf Horne oder Phil Cartwright auf dem rechten Flügel. Am Saisonende wurde ihm von Lincoln ein ablösefreier Transfer gestattet.
Wenig später schloss sich Atkinson dem Ligakonkurrenten Hull City an. Dieser verpflichtete, nachdem man sich nicht mit dem bisherigen Flügelspieler Fred Forward auf eine Vertragsverlängerung einigen konnte, mit Atkinson und Andy Mitchell zwei neue Rechtsaußen. Atkinson debütierte an seinem 24. Geburtstag für Hull, kam in der Folge aber nur sporadisch in der ersten Mannschaft zum Einsatz und erhielt bereits am Saisonende nach fünf torlosen Pflichtspieleinsätzen die Freigabe für einen ablösefreien Wechsel.
Einen neuen Klub fand er mit Mansfield Town, das in der Football League Third Division North spielte. Bei Mansfield etablierte er sich von Beginn an in der Sturmreihe und kam zumeist als rechter Halbstürmer zum Einsatz. Atkinson zählte drei Spielzeiten lang zur Stammelf von Mansfield, bestritt 120 von 126 möglichen Ligaspielen und erzielte in allen drei Spielzeiten mindestens zehn Tore. In seiner dritten Saison bei Mansfield war sein Trainer erneut Harry Parkes, Atkinson war dabei einer der Garanten dafür, dass Mittelstürmer Ted Harston 55 Ligatreffer erzielte. Dennoch wurde er am Saisonende nicht verlängert und musste den Klub verlassen.
Einen neuen Arbeitgeber fand er innerhalb der Liga mit dem FC Southport, gegen die er in der Vorsaison im Trikot Mansfields sowohl als Torschütze als auch als Vorlagengeber herausstach. Auch bei Southport war er zunächst als „emsiger Halbstürmer“ gesetzt und bereitete in der Spielzeit 1937/38 regelmäßig Treffer für Mittelstürmer Joe Patrick vor. Im späteren Saisonverlauf wurde er auch wiederholt auf Linksaußen aufgeboten, so auch im Finale in der heimischen Haig Avenue um den Football League Third Division North Cup gegen Bradford City, als Southport mit der Sturmreihe Albert Stapleton – Harry Hampson – Joe Patrick – Alf Miller – Atkinson durch einen 4:1-Erfolg den Titel gewann.
Am Saisonende lehnte Atkinson die von Southport angebotenen Vertragsbedingungen ab und der Klub gestattete ihm ebenfalls einen ablösefreien Transfer. Er kehrte daraufhin nach Yorkshire zurück und fand eine Anstellung bei der Thorne Colliery und für deren Fußballteam er in der Yorkshire League spielte. Im März 1939 gehörte er einer Ligaauswahl an, die eine Partie gegen die berühmte Amateurmannschaft Corinthians bestritt, Atkinson trug mit einem Treffer zum 4:2-Sieg der Ligaauswahl bei. Mutmaßlich spielte er noch bis nach dem Zweiten Weltkrieg für Thorne Colliery und übte dort später das Amt des Vereinssekretärs aus.
Nach seiner Laufbahn betrieb Atkinson ein Geschäft in Goole, bevor er wegen Angina Pectoris in den Frühruhestand ging. Er starb 1983 im Alter von 73 Jahren an einem Herzinfarkt.